# Bergünerstein

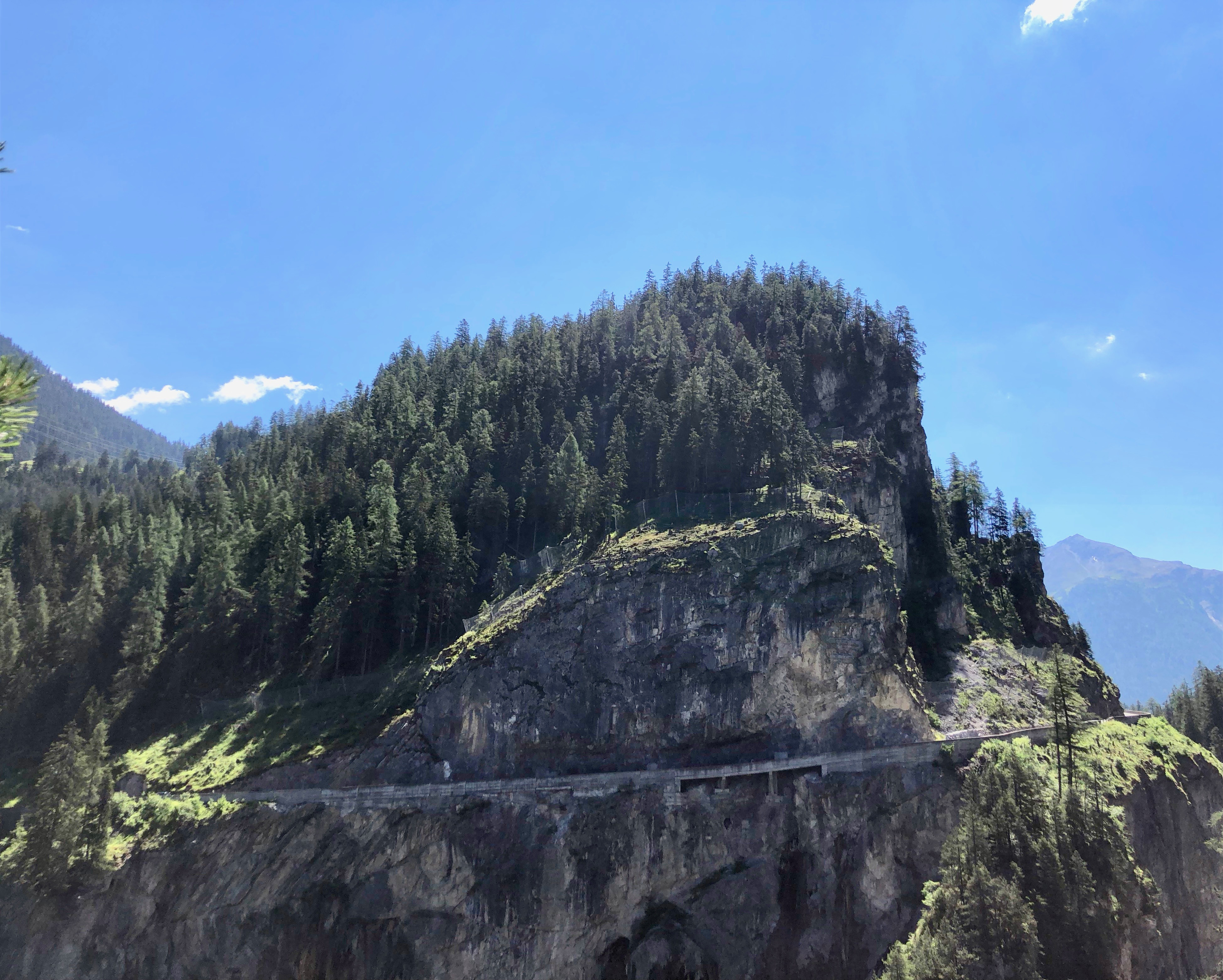
Bergünerstein

Der Bergünerstein (rätoromanisch Crap da Bravuognⓘ) versperrte bis 1696 den Durchgang von Filisur nach Bergün, einem Teilstück der Strasse über den  Albulapass. Die an dieser Stelle fast senkrecht abfallenden Felswände zwangen Mensch, Vieh und Güter zu einer mühsamen Umgehung oberhalb des Bergünersteins über Pentsch mit 130 m Gegensteigung. Die Gemeinde Bergün beauftragte 1696 zwei Steinhauer, Peter Zur und Peter Tescher aus Thusis, mit dem Bau einer Strassenpassage direkt in den Fels. Die beiden waren zwar des Schreibens nicht mächtig, kannten sich aber mit Schwarzpulver aus und sprengten dieses Strassenstück aus dem Fels. Zum ersten Mal wurde dafür in Graubünden Schwarzpulver verwendet. Die Gemeinde Bergün zahlte den beiden die vereinbarten 3330 Gulden und erhob fortan für jede Passage einen Strassenzoll.

## Der Durchbruch des  Bergünersteins

### Erster Versuch: 1600–1603
Der erste Versuch, eine Strasse durch den Bergünerstein zu bauen, muss um 1600 unternommen worden sein. Im Gemeindearchiv Bergün/Bravuogn befindet sich ein Vertrag mit Datum des 15. November 1603, gemäss dem der Einzug des Wegzolls dem Dorfmeister Dantz Pol Clo für die Summe von 570 Gulden auf 10 Jahre verpachtet wird. Zuvor war das Bauprojekt dem Bundestag in Chur angemeldet worden, und die versammelten Ratsboten hatten der Gemeinde Bergün den Einzug eines Wegzolls für 25 Jahre bewilligt. Warum die Strasse 1603 doch nicht gebaut (oder vollendet) wurde, ist nicht überliefert.

### Zweiter Versuch: 1663
Ein Hinweis auf einen zweiten Anlauf zum Strassenbau findet sich im Bundestagsprotokoll vom 2. Juli 1663: Weil der Weg über die Pentsch nicht nur schwer, sondern auch gefährlich sei, besonders im Winter, habe man der Gemeinde Bergün den Bau einer Strasse "dem Wasser nach in der Ebene" und die Erhebung eines Wegzolls von den Benutzern dieser Strasse bewilligt. Auch in diesem Fall ist nicht bekannt, warum die Strasse nicht gebaut wurde.

### Erfolg: 1696
Im dritten Anlauf 1696 konnte die Strasse erfolgreich gebaut werden. Der Vertrag mit Peter Zur und Peter Tescher schreibt den Baumeistern nicht nur die Breite und Höhe der Strasse vor ("dass man mit einem Fuder Heu, Korn, auch Salz, und mit 6 Lägeln beladenen Saumrossen kömmlich und wohl durchfahren könne"), sondern auch die Steigung: Wasser oder eine Kegelkugel solle langsam die Strasse hinabrollen.
Die Baukosten von 3300 Gulden wurden der Gemeinde von Gubert von Salis (1664–1724) vorgeschossen, dem man dafür die nächsten dem Gericht Bergün zufallenden Veltliner Ämter zusprach.

## Der Bau der Kantonsstrasse

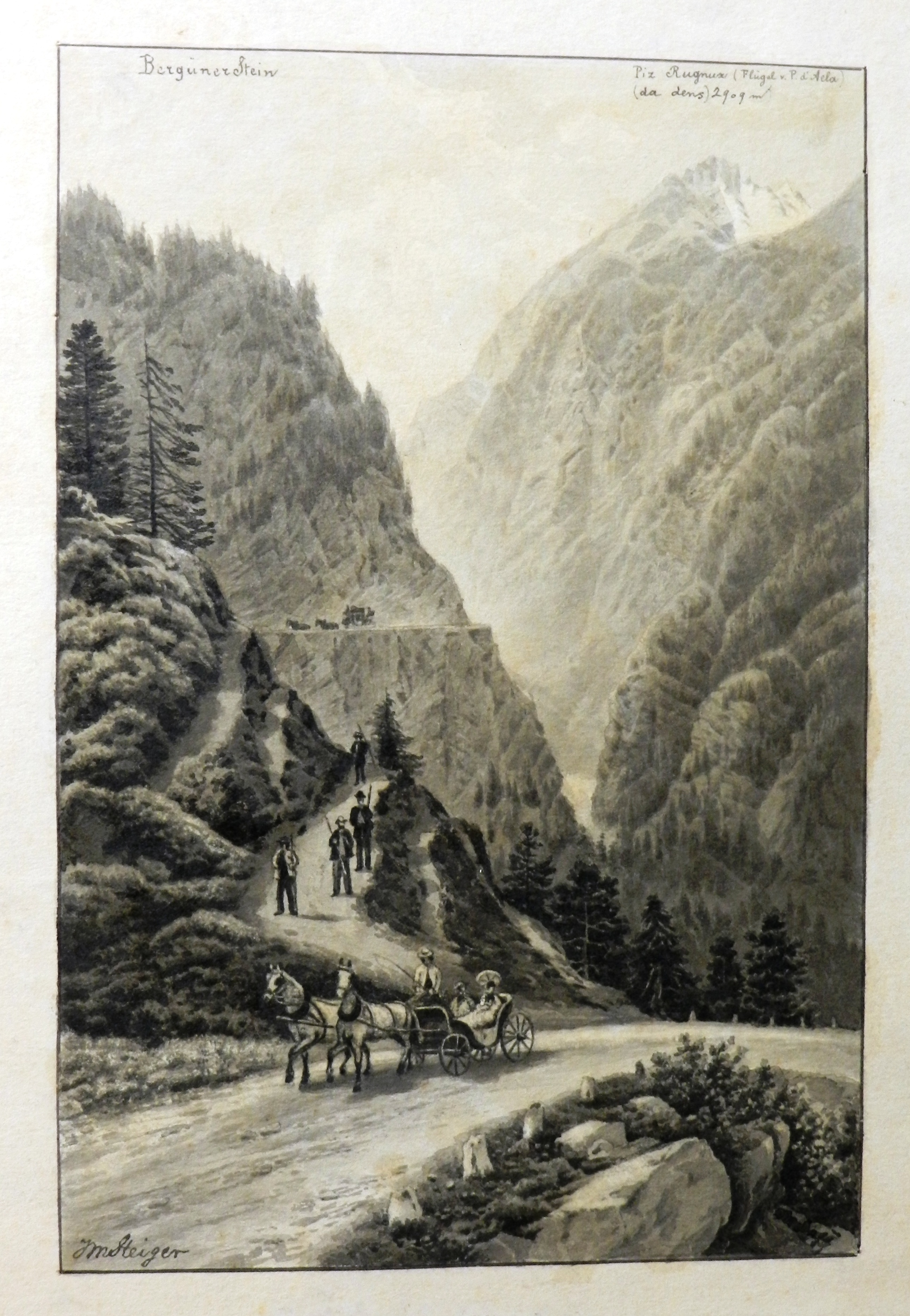
Der Bergünerstein von Norden. Gemälde von Johann Martin Steiger, zweite Hälfte 19. Jahrhundert.

Im Rahmen des Ausbaus des kantonalen Strassennetzes Graubünden im 19. Jahrhundert wurde der Abschnitt Tiefencastel-Bergün 1855–57 ausgebaut, auf eine Breite von 4,2–4,5 Metern. Die Streckenführung wurde dabei im Bereich Avalungia leicht geändert. Die Gesamtkosten beliefen sich auf CHF 200'000, davon CHF 40'000 für das Stück durch den Crap. Der Bau wurde vom Kanton Graubünden mit Unterstützung des Bundes finanziert; Bergün hatte einzig die Kosten der Enteignung von Wiesen im Bereich Avalungia zu tragen.

## Militärische Sperre
Seit der Zeit des Zweiten Weltkrieges bis 2013 befanden sich im Bereich des Bergünersteins Sprengstoffkammern in den Felsen. Im Fall eines motorisierten Angriffs wäre die Strasse gesprengt worden.